# نبرد خربه الجوز
نبرد خربه الجوز نبردی بین نیروهای ارتش سوریه و ارتش آزاد سوریه برای کنترل شهرک خربه الجوز بود. در ۶ اکتبر ۲۰۱۲، ارتش آزاد سوریه حمله به شهرک خربه الجوز، در نزدیکی مرز ترکیه را آغاز کرد. ارتش آزاد سوریه پس از درگیری ۱۲ ساعته با نیروهای دولتی، کنترل شهرک را به دست گرفت.

## پیش‌زمینه
در ژوئن ۲۰۱۱، ارتش سوریه با ۴۰ تانک به معترضان طرفدار دموکراسی در این شهرک حمله کرد. 

## نبرد

### تهاجم شورشیان
در ۶ اکتبر، شورشیان حمله به شهرک مرزی خربه الجوز در استان ادلب را آغاز کردند. ارتش آزاد سوریه ابتدا به یک پاسگاه مرزی در دست دولت در غرب شهرک حمله کرد. در این حمله ۳ شورشی و ۱۵ سرباز دولت کشته شدند. درگیری‌ها در خربه الجوز شدت گرفت، زیرا شورشیان تلاش کردند تا این شهرک را از کنترل دولت سوریه خارج کنند. فعالان سیاسی و مدنی ادعا کردند که شورشیان پس از ۱۲ ساعت درگیری با نیروهای دولتی، یک برج آب مرتفع ۳ طبقه را در مرکز خرابه الجوز تصرف کرده اند.
در ۷ اکتبر، ارتش آزاد سوریه بیانیه‌ای را منتشر کرد که نشان می دهد آنها کنترل کامل شهرک خربه الجوز و اطراف آن را در دست گرفته اند. سازمان دیده بان حقوق بشر سوریه تصرف این شهرک را تایید کرد و اعلام کرد که ۴۰ سرباز دولت سوریه از جمله ۵ افسر کشته شده‌اند در حالی که ۹ شورشی در جریان این نبرد کشته شده‌اند.

## پیامدها
در اواخر اکتبر، ارتش سوریه یک سری حملات هوایی علیه مواضع شورشیان در نزدیکی خراب الجوز انجام داد.